# Delaware (contea di Warren, New Jersey)
Delaware è un census-designated place (CDP) degli Stati Uniti d'America, situato nello stato del New Jersey, nella contea di Warren.